# Жемчужина Пуэрто
Жемчужина Пуэрто, также называемая жемчужиной Пуэрто-Принсеса — самая большая известная жемчужина в мире естественного происхождения. Была найдена филиппинским рыбаком внутри гигантской тридакны в Филиппинском море. Её длина составляет 67 см, ширина 30 см и масса 34 килограмма. До этого крупнейшей жемчужиной долго считалась жемчужина Лао-цзы (жемчужина Аллаха) массой 6,37 кг.